# Emiliano Pagani
Emiliano Pagani (Livorno, 30 dicembre 1969) è un fumettista italiano.

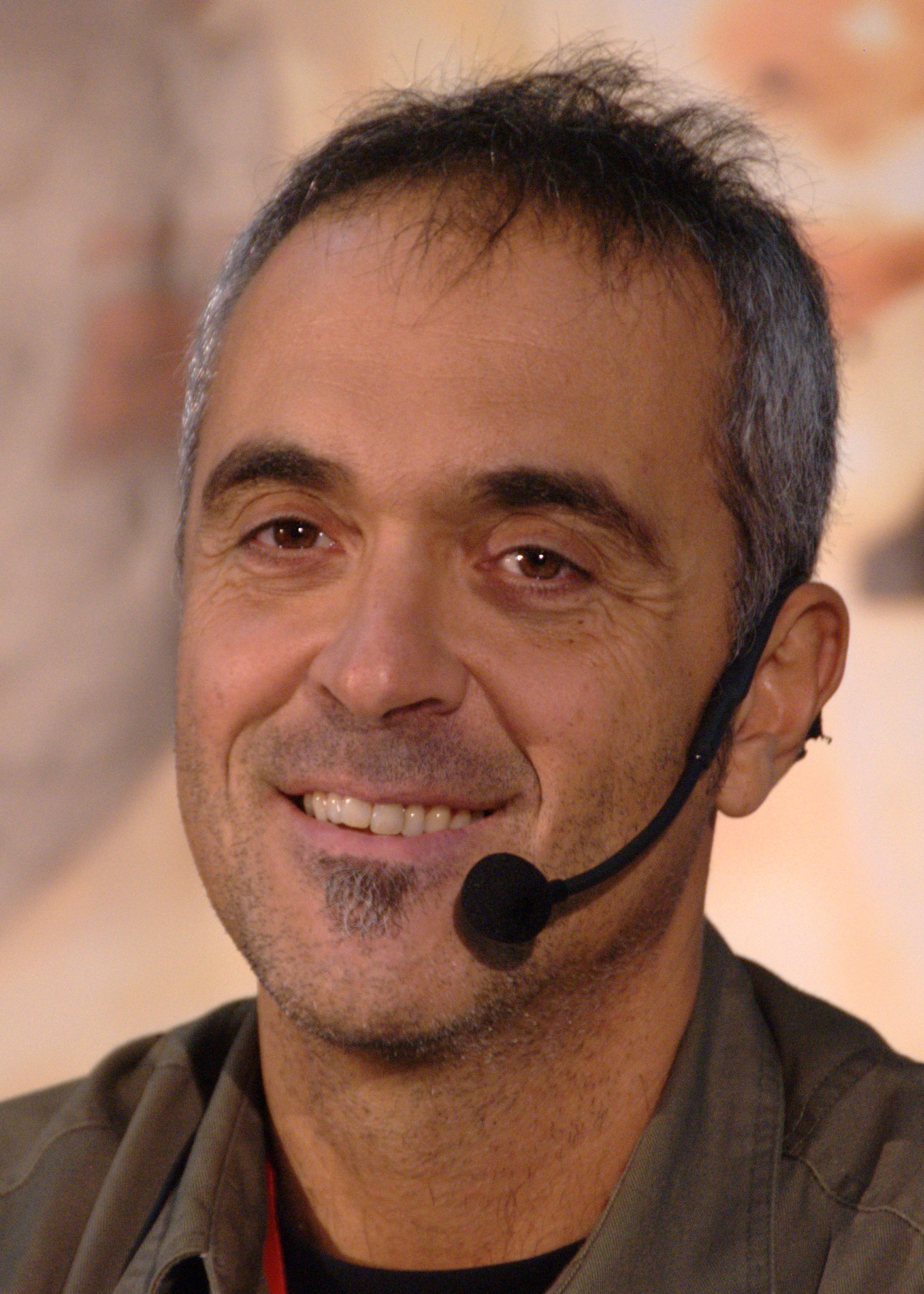
Emiliano Pagani a Lucca Comics and Games 2009

È noto per il suo lavoro su il Vernacoliere, mensile satirico livornese distribuito nel centro-nord Italia e successivamente come sceneggiatore, con il disegnatore Daniele Caluri, del duo "I Paguri".

## Biografia
Dopo aver ottenuto il diploma di perito elettronico nel 1990 ha iniziato a collaborare con il Vernacoliere nel 1991.
Ha pubblicato un primo albo a fumetti nel 2005 raccogliendo le storie della Famiglia Quagliotti pubblicate su il Vernacoliere a partire dal 1992 e sino al 2005.

## Serie

### La Famiglia Quagliotti
La Famiglia Quagliotti è una striscia a fumetti di contenuto satirico e politico, i cui temi spesso sono legati alla deriva dell'ideologia comunista e alle assurdità della società contemporanea.
I protagonisti sono Sirio, il capofamiglia, vagabondo, opportunista, fissato col Livorno. La moglie Pina manda avanti la famiglia, e si commuove di fronte a Sentieri. Entrambi sono i genitori di Ivo, figlio ventiduenne e Gina, la figlia minore. Il vero protagonista delle storie è tuttavia nonno Ulisse, un anziano veterocomunista, dai commenti acidi, astioso e brontolone.

### Don Zauker

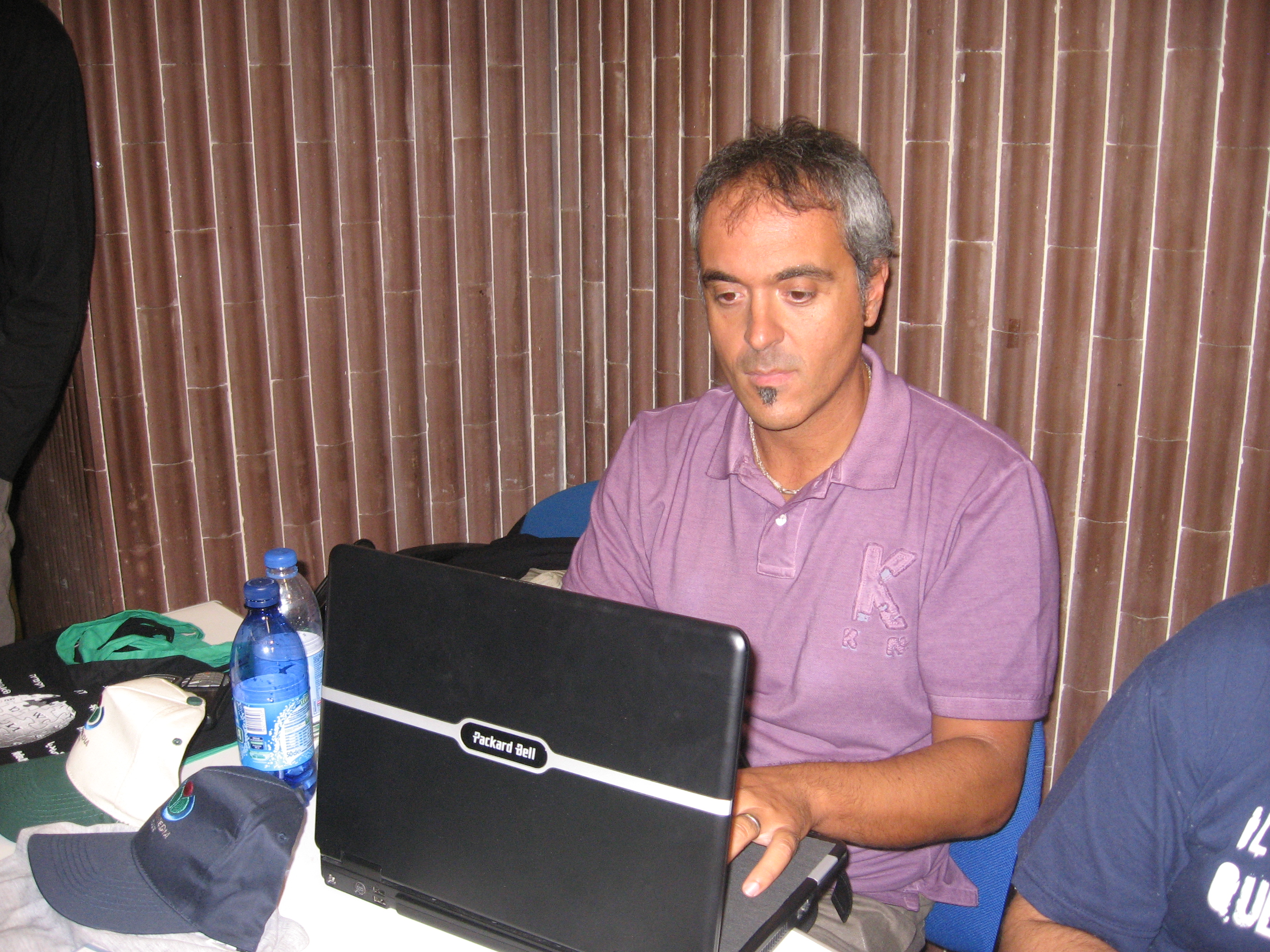
Pagani al Copyleft festival di Arezzo

Il maggior successo di Pagani è tuttavia la serie di Don Zauker, prete esorcista bestemmiatore e iracondo, bugiardo e violento.
Don Zauker, per i disegni di Daniele Caluri, è basato su una satira anticattolica esplicita e spesso idealmente legata a fatti di attualità.
Una raccolta delle puntate pubblicate del fumetto di Don Zauker (più una inedita) è stata pubblicata nel 2006.
Dalla serie è stato tratto dagli autori e dalla compagnia teatrale I Licaoni uno spettacolo teatrale, messo in scena per la prima volta durante la festa de il Vernacoliere a Livorno, e replicato a Lucca Comics 2006.
Con la serie ha vinto nel 2007 il Premio Micheluzzi per la "Migliore Sceneggiatura per una Serie Umoristica" per l'episodio Brasil e quello per la "Migliore Serie Umoristica" (insieme a Daniele Caluri).

### Altre serie
Affiancate alla serie di maggior successo si alternano sulle pagine del Vernacoliere le storie de I Punitori e di Loia Prisky. Nel 2003 ha scritto una rubrica comica chiamata Bollettino Meteo in cui il colonnello Starita, un iracondo meteorologo, conclude in tragedia le previsioni del tempo. La serie era disegnata da Daniele Caluri.
Dal gennaio 2008 è in corso di pubblicazione la nuova serie 3 bimbi scemi sempre sulle pagine de il Vernacoliere.
Da febbraio 2008 cura, assieme a Daniele Caluri, la rubrica di satira Domus Bokassa sulle pagine del mensile Il mucchio.
Nel 2011 ha realizzato X-Nerd - Eroi di pace assieme a Laca e ad Andrea Piccardo.
Nel novembre 2011 esce Nirvana, disegnato da Daniele Caluri, saga di 14 numeri, edita da Panini. Una storia irriverente, che narra le avventure di Ramiro, cialtrone delinquente sotto protocollo protezione testimoni, a cui viene data sempre una nuova, improbabile, identità dall'ispettore Buddha.
Nel novembre 2016 esce Slobo e Golem, spin-off di Nirvana, coi disegni di Daniele Caluri.

## Opere
- Kraken, disegnato da Bruno Cannucciari, Tunué 2017